# Ludwik Zejszner
Ludwik Zejszner (ur. 1805 w Warszawie, zm. 3 stycznia 1871 w Krakowie) – polski geolog, paleontolog, geograf, kartograf i krajoznawca, prekursor kartografii geologicznej w Polsce. W pracach publikowanych po niemiecku zapisywał swoje nazwisko jako Ludwig Zeuschner.

## Życiorys
Syn nadwornego aptekarza króla Poniatowskiego. Studiował na Królewskim Uniwersytecie Warszawskim, a potem na uniwersytetach w Berlinie i Getyndze. Na tej ostatniej obronił doktorat z krystalografii w 1829 r.
W 1829 r. został kierownikiem katedry mineralogii na Uniwersytecie Jagiellońskim, którą kierował do 1833 r., gdy został zdymisjonowany za posiadanie polskiej prasy niepodległościowej z okresu powstania listopadowego. Następnie do 1837 r. był dyrektorem górnictwa Wolnego Miasta Krakowa. W okresie 1838–1847 mieszkał w Warszawie, gdzie zajmował się własną pracą naukową. Po Wiośnie Ludów powrócił w 1848 na Uniwersytet Jagielloński, gdzie pracował do 1857 r. Od tegoż 1857 r. zatrudniony w warszawskiej Akademii Medyko-Chirurgicznej, a następnie w warszawskim państwowym biurze geologicznym, gdzie wykonywał mapy geologiczne i badał złoża na terenie Kongresówki. Tu związał się ze stronnictwem Wielopolskiego i przeszedł do służby rządowej jako urzędnik do specjalnych poruczeń. Po upadku powstania styczniowego, którego był przeciwnikiem, powrócił do Galicji. Następnie pracował w karpackim przemyśle naftowym aż do 1870 r., kiedy to powrócił do Krakowa. 3 stycznia 1871 r. został zamordowany przez osobę, którą przyjął na służbę. Powód zbrodni nie został wyjaśniony – w grę wchodził motyw rabunkowy lub polityczny. Pochowany na cmentarzu Rakowickim w Krakowie (pas 23, płd.).

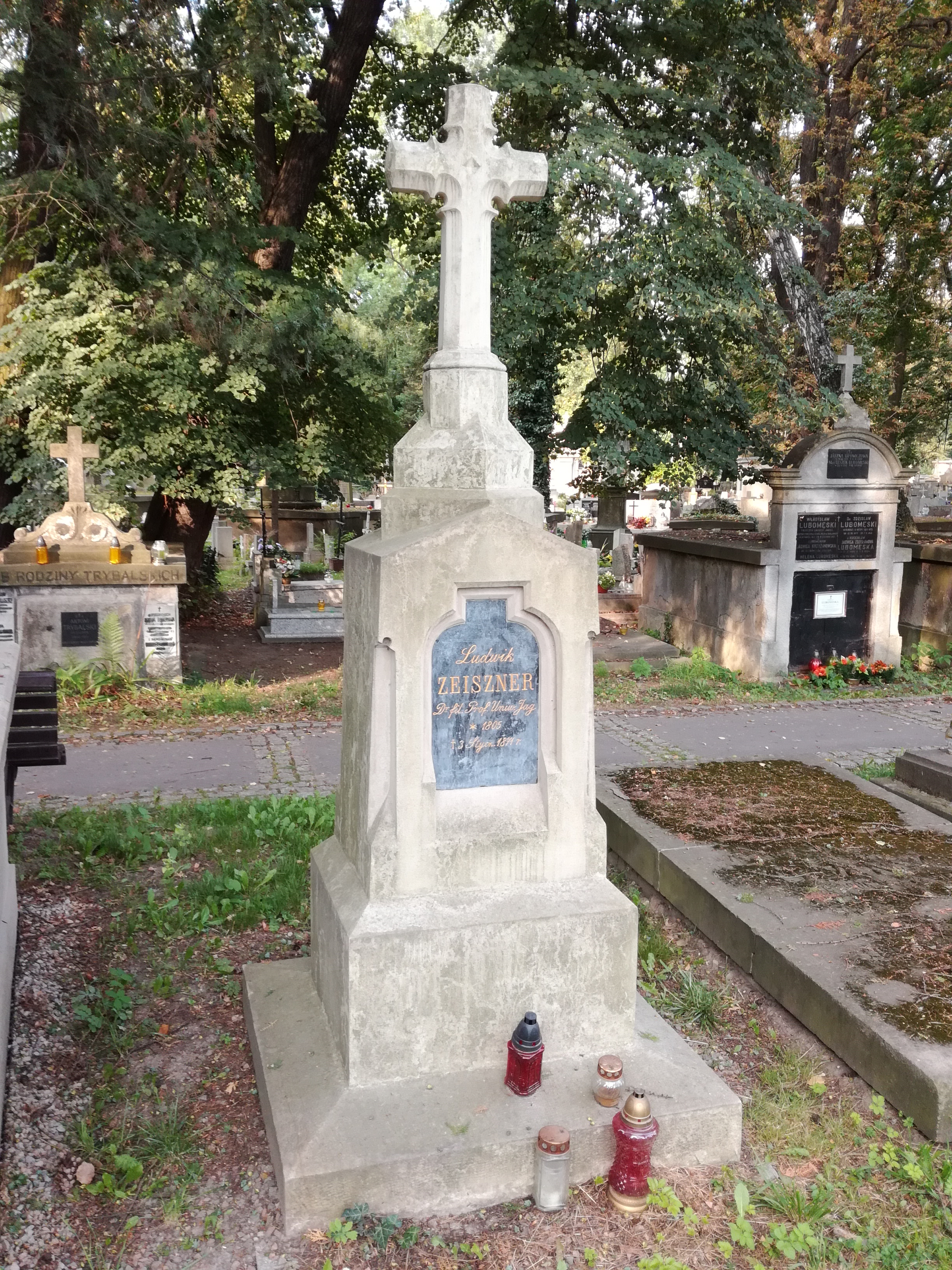
Grób prof. Ludwika Zeisznera na cmentarzu Rakowickim

## Działalność naukowa
W swoich badaniach geologicznych specjalizował się przede wszystkim w Karpatach i Górach Świętokrzyskich. W latach 1829–1856 systematycznie badał Tatry, a ze swoich wszystkich publikacji ok. jedną czwartą poświęcił ich geologii. Za jego główną pracę w tej dziedzinie należy uznać Rzut oka na budowę geologiczną Tatrów (Warszawa 1842). W 1843 r. towarzyszył w wycieczkach w Tatry i Góry Świętokrzyskie wybitnemu brytyjskiemu geologowi i stratygrafowi Roderickowi Murchisonowi. W 1844 r. w Berlinie opublikował, choć anonimowo, pierwszą w dziejach szczegółową mapę geologiczną Tatr, która została potem wykorzystana w mapie geologicznej Europy Środkowej Murchisona z 1845 r., a następnie w mapie geologicznej całego imperium austriackiego autorstwa Haidingera z 1847 r. Jako jeden z pierwszych zwrócił uwagę na dawne zlodowacenie Tatr i prowadził badania w tym kierunku. Zajmował się również hipsometrią, klimatem i hydrografią Tatr, tatrzańskim nazewnictwem i kulturą górali tatrzańskich.
Eksplorował również Pasmo Babiogórskie. Na szczycie Babiej Góry stanął 31 sierpnia 1830 r., jako pierwszy zapisując jego nazwę w formie Diabła Kuchnia. W 1849 r. jako jeden z pierwszych polskich naukowców odbył i opisał podróż do źródeł Wisły i na Baranią Górę. W latach 50 i 60. XIX w. wykonał 9 arkuszy mapy geologicznej Gór Świętokrzyskich. W sumie był autorem 146 prac naukowych i szeregu mniejszych publikacji. Prowadził też badania paleontologiczne m.in. nad jurajskimi ślimakami z wapieni w Inwałdzie.
Autor podręcznika mineralogii, podręcznika paleontologii, książki popularnonaukowej Geologia do łatwego zastosówania[!] (1856), tłumacz z niemieckiego monografii Humboldta pt. Kosmos. Członek korespondent Galicyjskiego Towarzystwa Gospodarskiego (1846–1870).
Oprócz prac geologicznych sporządził liczne opracowania etnograficzne, zwłaszcza ludów karpackich, w tym wydał Pieśni ludu Podhalan, czyli górali tatrowych polskich (1845).

## Upamiętnienie
Na jego cześć nazwano rodzaj ramienionogów jurajskich Zeuschneria Smirnova, 1975, którego gatunek typowy pochodzi z badanego wcześniej przez Zeuschnera odsłonięcia w Inwałdzie. Natomiast nazwa rodzajowa Zejszneria Siemiradzki, 1922 (ramienionóg dewoński, poprawna nazwa Carinatina Nalivkin, 1930) została uznana za nomen oblitum (łac. "nazwa zapomniana"); jest to dość rzadki przypadek, kiedy po spełnieniu kilku szczególnych warunków i wbrew ogólnym regułom nomenklatury zoologicznej jako poprawną przyjmuje się nazwę późniejszą 
Ponadto na cześć L. Zejsznera nazwano kilkanaście gatunków kopalnych zwierząt i roślin, między innymi: 
- Rhynchonella zeuschneri Zittel, 1870 (ramienionóg jurajski z obszaru współczesnych Pienin, obecna nazwa Lacunosella zeuschneri)[13];
- Chonetes zeuschneri Sobolew, 1909 (ramienionóg dewoński z obszaru współczesnych Gór Świętokrzyskich, obecna nazwa Devonaria zeuschneri)[14];
- Vielicyathus zejszneri Morycowa & Roniewicz, 1987 (koralowiec mioceński z okolic Wieliczki)[15].

Katalog zbiorów L. Zejsznera z dewonu Gór Świętokrzyskich zestawił Józef Siemiradzki. Kolekcja ta jest przechowywana w Państwowym Muzeum Przyrodniczym we Lwowie (d. Muzeum im. Dzieduszyckich).
Jego imieniem nazwano też Schronisko Górskie PTTK w Dolinie Pięciu Stawów Polskich.
W 2013 r. staraniem pracowników Instytutu Nauk Geologicznych PAN i Komitetu ds. Opieki nad Grobami Profesorów UJ odnowiony został grób Ludwika Zejsznera znajdujący się na Cmentarzu Rakowickim.